# Пайгарма
Пайга́рма (рос. Пайгарма, ерз. Пайгарма) — село у складі Рузаєвського району Мордовії, Росія. Адміністративний центр Пайгармського сільського поселення.

## Населення
Населення — 702 особи (2010; 666 у 2002).
Національний склад (станом на 2002 рік):
- росіяни — 81 %